# Ana Dolores Pérez Marchand
Ana Dolores Pérez Marchand (17 de abril de 1885 - 19 de enero de 1983) fue una médica y sufragista puertorriqueña, una de las primeras mujeres puertorriqueñas en obtener el título de médica.

## Biografía
Pérez Marchand nació en Utuado, y creció en Ponce, hija de Vicente Pérez Andújar y Monserrat Marchand Muñoz. Asistió a Wilson College en Pensilvania. Completó sus estudios médicos en el Woman's Medical College of Pennsylvania en 1911, donde también fue editora en jefe del anuario. Completó estudios adicionales en obstetricia, ginecología y urología en la Universidad Johns Hopkins y en hospitales de Baltimore y Nueva York.

## Carrera
Pérez Marchand participó activamente en las causas del sufragio femenino y la prohibición en Puerto Rico. Fue presidenta de la Liga Femenina Puertorriqueña en Ponce. A partir de 1914, Pérez Marchand fue obstetra en el Hospital de Damas de Ponce. En 1928 dio una conferencia en Virginia sobre salud infantil. En 1933 fue removida de su puesto de servicio civil como médico obstetra por razones políticas, y apeló la decisión ante el Tribunal Supremo de Puerto Rico en 1935, pero se permitió que la remoción se mantuviera.

## Vida personal y legado
Pérez Marchand se casó con Ramón Gerónimo Goyco en 1914; tuvieron una hija, Irene, y luego se divorciaron. Murió en 1983, a los 97 años, en Ponce. Sus trabajos se encuentran en el Museo de la Historia de Ponce. Hay una "Calle Ana D. Pérez Marchand", llamada así en su honor, en Ponce.